# 7509 Gamzatov
7509 Gamzatov è un asteroide della fascia principale. Scoperto nel 1977, presenta un'orbita caratterizzata da un semiasse maggiore pari a 2,2183685 UA e da un'eccentricità di 0,1484740, inclinata di 6,14661° rispetto all'eclittica.